# Ciencia de la creación

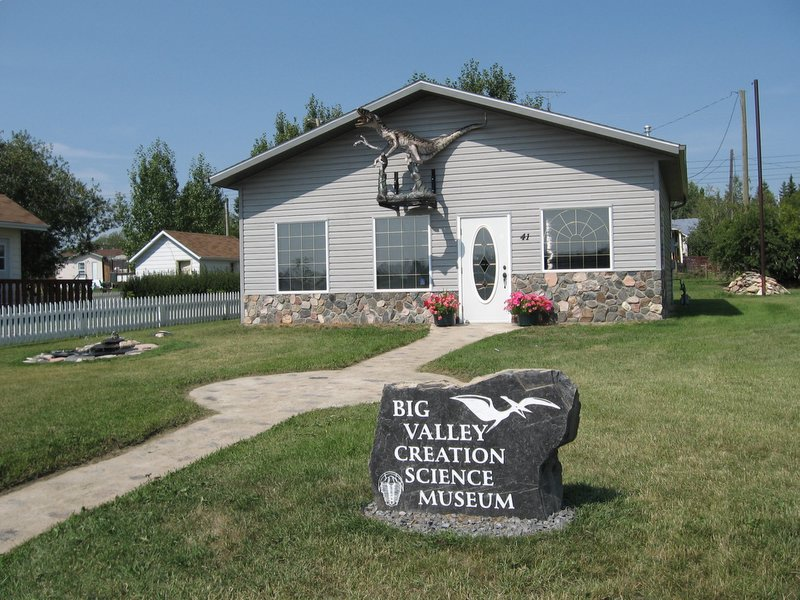
Museo de Ciencias de la Creación de Big Valley (Alberta), Canadá

La ciencia de la creación o creacionismo científico es una forma pseudocientífica del creacionismo de la Tierra joven que pretende ofrecer argumentos científicos a favor de ciertas interpretaciones literalistas e inerrantistas de la Biblia. A menudo se presenta sin un lenguaje abiertamente basado en la fe, sino que se basa en la reinterpretación de los resultados científicos para argumentar que varios mitos del libro del Génesis y otros pasajes bíblicos seleccionados son científicamente válidos. Las ideas más comúnmente difundidas de la ciencia de la creación incluyen la creación especial basada en la narrativa de la creación del Génesis y la geología del diluvio basada en la narrativa del diluvio del Génesis. Los creacionistas también afirman que pueden refutar o reexplicar una variedad de hechos científicos, teorías y paradigmas de la geología, cosmología, evolución biológica, arqueología, historia y lingüística usando la ciencia de la creación. La ciencia de la creación fue la base del diseño inteligente.
El consenso predominante de la comunidad científica es que la ciencia de la creación no puede calificarse de científica porque carece de apoyo empírico, no aporta hipótesis comprobables y resuelve describir la historia natural en términos de causas sobrenaturales científicamente no comprobables. Los tribunales, sobre todo en Estados Unidos, donde la cuestión se ha planteado en el contexto de la enseñanza de la materia en las escuelas públicas, han dictaminado sistemáticamente desde la década de 1980 que la ciencia de la creación es un punto de vista religioso y no científico. Historiadores, filósofos de la ciencia y escépticos han descrito la ciencia de la creación como un intento pseudocientífico de plasmar la Biblia en hechos científicos. Los biólogos profesionales han criticado la ciencia de la creación por ser poco académica, e incluso por ser una farsa deshonesta y equivocada, con consecuencias educativas extremadamente perjudiciales.

## Creencias y actividades

### Base religiosa
La ciencia de la creación se basa principalmente en los capítulos 1-11 del libro del Génesis. En ellos se describe cómo Dios llama al mundo a la existencia mediante el poder de la palabra («Y dijo Dios: Hágase la luz», etc. ) en seis días, llama a la existencia a todos los animales y plantas, y moldea al primer hombre de arcilla y a la primera mujer a partir de una costilla tomada del costado del hombre; un diluvio universal destruye toda la vida excepto a Noé, su familia y a representantes de los animales, y Noé se convierte en el antepasado de las 70 «naciones» del mundo; las naciones viven juntas hasta el incidente de la Torre de Babel, cuando Dios las dispersa y les da sus diferentes lenguas. La ciencia de la creación intenta explicar la historia y la ciencia dentro del marco de la cronología bíblica, que sitúa el acto inicial de la creación hace unos seis mil años.

### Afiliaciones religiosas modernas
La mayoría de los defensores de la ciencia de la creación mantienen creencias cristianas fundamentalistas o evangélicas en el literalismo bíblico o la inerrancia bíblica, en oposición a la crítica histórica apoyada por el cristianismo liberal en la controversia fundamentalista-modernista. Sin embargo, también hay ejemplos de creacionismo científico islámico y judío que se ajustan a los relatos de la creación recogidos en sus doctrinas religiosas.
La Iglesia Adventista del Séptimo Día tiene una historia de apoyo a la ciencia de la creación. Esto se remonta a George McCready Price, un activo adventista del séptimo día que desarrolló puntos de vista sobre la geología del diluvio, que formaron la base de la ciencia de la creación. Este trabajo fue continuado por el Instituto de Investigación de Geociencias, un instituto oficial de la Iglesia Adventista del Séptimo Día, ubicado en su campus de la Universidad de Loma Linda en California.
La ciencia de la creación es generalmente rechazada por la Iglesia de Inglaterra, así como por la Iglesia católica romana. La Pontificia Universidad Gregoriana ha calificado oficialmente el diseño inteligente de «fenómeno cultural» sin elementos científicos. El sitio web oficial de la Iglesia de Inglaterra cita el trabajo local de Charles Darwin ayudando a la gente de su parroquia religiosa.

### Opiniones respecto a la ciencia
La ciencia de la creación rechaza la evolución y la descendencia común de todos los seres vivos de la Tierra. En su lugar, afirma que el campo de la biología evolutiva es en sí mismo pseudocientífico o incluso una religión. Los creacionistas defienden en cambio un sistema llamado baraminología, que considera que el mundo vivo desciende de tipos creados de forma única o «baraminas».
La ciencia de la creación incorpora el concepto de catastrofismo para conciliar las formas del relieve y la distribución de los fósiles actuales con las interpretaciones bíblicas, proponiendo que los restos fueron el resultado de sucesivos acontecimientos cataclísmicos, como un diluvio universal y la posterior edad de hielo. Rechaza uno de los principios fundamentales de la geología moderna (y de la ciencia moderna en general), el uniformismo, que aplica las mismas leyes físicas y geológicas observadas en la Tierra actual para interpretar la historia geológica de la Tierra.
A veces, los creacionistas atacan otros conceptos científicos, como el modelo cosmológico del Big Bang o los métodos de datación científica basados en la desintegración radiactiva. Los creacionistas de la Tierra joven también rechazan las estimaciones actuales de la edad del universo y de la Tierra, y defienden cosmologías creacionistas con escalas temporales mucho más cortas que las determinadas por la cosmología física y la ciencia geológica modernas, normalmente inferiores a 10 000.
La comunidad científica ha rechazado rotundamente las ideas de la ciencia de la creación por considerarlas fuera de los límites de una ciencia legítima. Las premisas fundamentales del creacionismo científico lo descalifican como ciencia porque las respuestas a todas sus preguntas están predestinadas a ajustarse a la doctrina bíblica y porque esas preguntas se basan en teorías cuya naturaleza no se puede probar empíricamente.
Los científicos también consideran que los ataques de la ciencia de la creación contra la evolución biológica carecen de fundamento científico. Las opiniones de la comunidad científica fueron aceptadas en dos importantes decisiones judiciales de la década de 1980, que consideraron que el campo de la ciencia de la creación era un modo de investigación religioso, no científico.

## Historia
La ciencia de la creación comenzó en los años sesenta, como un esfuerzo cristiano fundamentalista en Estados Unidos para demostrar la inerrancia bíblica y anular las pruebas científicas de la evolución. Desde entonces, ha desarrollado un considerable número de seguidores religiosos en Estados Unidos, y los ministerios de la ciencia de la creación se han extendido por todo el mundo. Las ideas principales de la ciencia de la creación son: la creencia en la creación ex nihilo (latín: de la nada); la convicción de que la Tierra fue creada en los últimos 6000-10 000 años; la creencia de que los seres humanos y el resto de la vida en la Tierra fueron creados como tipos «baraminológicos» fijos y distintos; y la «geología del diluvio» o la idea de que los fósiles encontrados en los estratos geológicos se depositaron durante un diluvio cataclísmico que cubrió por completo toda la Tierra. En consecuencia, los creacionistas también cuestionan las mediciones geológicas y astrofísicas de la edad de la Tierra y el universo, así como sus orígenes, que los creacionistas consideran irreconciliables con el relato del libro del Génesis. Los defensores de la ciencia de la creación suelen referirse a la teoría de la evolución como «darwinismo» o como «evolución darwiniana».
Los textos y planes de estudio de la ciencia de la creación que surgieron en la década de 1960 se centraban en conceptos derivados de una interpretación literal de la Biblia y eran de naturaleza abiertamente religiosa, sobre todo proponiendo el diluvio de Noé en el relato bíblico del Génesis como explicación del registro fósil y geológico. Estos trabajos atrajeron poca atención más allá de las escuelas y congregaciones de cristianos conservadores fundamentales y evangélicos hasta la década de 1970, cuando sus seguidores desafiaron la enseñanza de la evolución en las escuelas públicas y otros lugares de Estados Unidos, llamando la atención del público en general y de la comunidad científica. Se persuadió a muchos consejos escolares y legisladores para que incluyeran la enseñanza de la ciencia de la creación junto con la evolución en el plan de estudios de ciencias. Los textos y planes de estudios de la ciencia de la creación utilizados en iglesias y escuelas cristianas se revisaron para eliminar sus referencias bíblicas y teológicas, y se introdujeron versiones menos explícitamente sectarias de la enseñanza de la ciencia de la creación en las escuelas públicas de Luisiana, Arkansas y otras regiones de Estados Unidos.
La sentencia de 1982 en el caso McLean contra Arkansas consideró que la ciencia de la creación no cumple las características esenciales de la ciencia y que su principal objetivo es promover una determinada opinión religiosa. La enseñanza de la ciencia de la creación en las escuelas públicas de Estados Unidos terminó efectivamente en 1987 tras la decisión del Corte Suprema de Estados Unidos en el caso Edwards contra Aguillard. El tribunal afirmó que un estatuto que exigía la enseñanza de la ciencia de la creación junto con la evolución cuando la evolución se enseña en las escuelas públicas de Luisiana era inconstitucional porque su único propósito real era promover una creencia religiosa particular.
En respuesta a esta sentencia, los borradores del libro de texto escolar de ciencia de la creación Of Pandas and People (De pandas y personas) se editaron para cambiar las referencias a la creación por diseño inteligente antes de su publicación en 1989. El movimiento del diseño inteligente promovió esta versión. En 2005, el caso Kitzmiller contra el Distrito Escolar de Dover fue declarado inconstitucional.

### Antes de la década de 1960
La enseñanza de la evolución se introdujo gradualmente en cada vez más libros de texto de las escuelas secundarias públicas de Estados Unidos después de 1900, pero tras la Primera Guerra Mundial el crecimiento del cristianismo fundamentalista dio lugar a una oposición creacionista a dicha enseñanza. En algunas regiones se aprobaron leyes que prohibían la enseñanza de la evolución, entre las que destaca la Ley Butler de Tennessee de 1925.
El exitoso lanzamiento del Sputnik 1 por parte de la Unión Soviética en 1957 despertó la preocupación nacional de que la enseñanza de las ciencias en las escuelas públicas estaba anticuada. En 1958, Estados Unidos aprobó la Ley de Educación para la Defensa Nacional, que introdujo nuevas directrices educativas para la enseñanza de las ciencias. Con subvenciones federales, el Biological Sciences Curriculum Study (BSCS) elaboró nuevas normas para los libros de texto de ciencias de las escuelas públicas que incluían la enseñanza de la evolución. Casi la mitad de los institutos del país utilizaban libros de texto basados en las directrices del BSCS poco después de su publicación en 1963.
La legislatura de Tennessee no derogó la Ley Butler hasta 1967.
La ciencia de la creación (entonces denominada «creacionismo científico») surgió como movimiento organizado en la década de 1960, fuertemente influida por los trabajos anteriores del geólogo de sillón George McCready Price, autor de obras como Illogical Geology: The Weakest Point in the Evolution Theory (Geología ilógica: El punto más débil de la teoría de la evolución) (1906) y The New Geology (La nueva geología) (1923) para promover lo que él denominó «nuevo catastrofismo» y rebatir los actuales marcos temporales y explicaciones geológicas de la historia geológica. Price fue citado en el juicio Scopes de 1925, pero sus escritos no gozaban de credibilidad entre los geólogos y otros científicos. El «nuevo catastrofismo» de Price también fue cuestionado por la mayoría de los creacionistas hasta su resurgimiento con la publicación en 1961 del libro The Genesis Flood (El diluvio del Génesis), de John C. Whitcomb y Henry M. Morris, una obra que se convirtió rápidamente en un texto importante sobre el tema para los cristianos fundamentalistas y amplió el campo de la ciencia de la creación más allá de las críticas a la geología, también a la biología y la cosmología. Poco después de su publicación, se puso en marcha un movimiento para que la asignatura se enseñara en las escuelas públicas de Estados Unidos.

### Resoluciones judiciales
Las diversas leyes estatales que prohibían la enseñanza de la evolución fueron anuladas en 1968 cuando la Corte Suprema de Estados Unidos dictaminó en el caso Epperson contra Arkansas que tales leyes violaban la Cláusula de Establecimiento de la Primera Enmienda de la Constitución de Estados Unidos. Esta sentencia inspiró un nuevo movimiento creacionista para promover leyes que exigieran que las escuelas dieran un tratamiento equilibrado a la ciencia de la creación cuando se enseñara la evolución. La Ley 590 de Arkansas de 1981 era una de esas leyes que detallaba cuidadosamente los principios de la ciencia de la creación que debían recibir el mismo tiempo en las escuelas públicas que los principios evolucionistas. La ley definía la ciencia de la creación de la siguiente manera:
«“Ciencia de la creación” significa las pruebas científicas de la creación y las inferencias de esas pruebas. La ciencia de la creación incluye las pruebas científicas y las inferencias relacionadas que indican:
1. La creación repentina del universo y, en particular, de la vida, a partir de la nada;
2. la insuficiencia de la mutación y la selección natural para producir el desarrollo de todos los seres vivos a partir de un único organismo;
3. cambios sólo con límites fijos de los tipos de plantas y animales creados originalmente;
4. antepasados distintos para el hombre y los simios;
5. explicación de la geología de la Tierra por el catastrofismo, incluyendo la ocurrencia de un diluvio universal; y
6. una creación relativamente reciente de la Tierra y de los seres vivos».

Esta legislación fue examinada en el caso McLean contra Arkansas, y la sentencia dictada el 5 de enero de 1982 concluyó que la ciencia de la creación, tal como se define en la ley, «sencillamente no es ciencia». La sentencia definió como características esenciales de la ciencia las siguientes:
1. Se rige por la ley natural;
2. tiene que ser explicativa por referencia a la ley natural;
3. se puede contrastar con el mundo empírico;
4. sus conclusiones son provisionales, es decir, no son necesariamente la última palabra; y
5. es falsable.

El tribunal dictaminó que la ciencia de la creación no cumplía estas características esenciales e identificó razones específicas. Tras examinar los conceptos clave de la ciencia de la creación, el tribunal concluyó:
1. La creación repentina «de la nada» requiere una intervención sobrenatural, no una ley natural, y no es comprobable ni falsable.
2. La objeción de la ciencia de la creación de que la mutación y la selección natural son insuficientes para explicar los orígenes comunes es una generalización negativa incompleta.
3. Los «tipos» no son clasificaciones científicas, y las afirmaciones de la ciencia de la creación sobre un límite exterior al cambio evolutivo posible de las especies no se explican científicamente ni por la ley natural.
4. La ascendencia separada del hombre y los simios es una afirmación más que una explicación científica, y no se deriva de ningún hecho o teoría científica.
5. El catastrofismo, incluida su identificación con el diluvio universal, fracasó como ciencia.
6. El «inicio relativamente reciente» fue el producto de lecturas religiosas y no tenía significado científico, y no era ni el producto de, ni explicable por, la ley natural; ni es tentativo

El tribunal señaló además que ninguna revista científica reconocida había publicado ningún artículo que defendiera la teoría de la ciencia de la creación tal como se describe en la ley de Arkansas, y declaró que el testimonio presentado por la defensa atribuyendo la ausencia a la censura no era creíble.
En su sentencia, el tribunal señaló que, para que una teoría pueda considerarse científica, debe ser provisional y susceptible de revisión o abandono a medida que se conozcan nuevos hechos. Cualquier metodología que parta de una conclusión inmutable que no pueda revisarse o rechazarse, independientemente de las pruebas, no es una teoría científica. El tribunal consideró que la ciencia de la creación no culmina en conclusiones formadas a partir de la investigación científica, sino que parte de una conclusión, extraída de una redacción literal del libro del Génesis, y sólo busca pruebas científicas que la respalden.
La ley de Arkansas adoptó el mismo planteamiento de dos modelos que el propuesto por el Instituto para la Investigación de la Creación, que sólo permite dos explicaciones posibles de los orígenes de la vida y la existencia del hombre, las plantas y los animales: o fue obra de un creador o no lo fue. Las pruebas científicas que no apoyaban la teoría de la evolución se plantearon como pruebas necesariamente científicas en apoyo del creacionismo, pero en su sentencia el tribunal dictaminó que este planteamiento no era más que un «dualismo artificioso que no tiene base fáctica científica ni finalidad educativa legítima».
El juez concluyó que «la Ley 590 es una cruzada religiosa, unida al deseo de ocultar este hecho», y que violaba la Cláusula de Establecimiento de la Primera Enmienda. La decisión no fue recurrida ante un tribunal superior, pero tuvo una poderosa influencia en sentencias posteriores. La Ley de Tratamiento Equilibrado de la Ciencia de la Creación y la Ciencia de la Evolución de 1982 de Luisiana, cuyo autor fue el senador estatal Bill P. Keith, fue juzgada en 1987 por la Corte Suprema de los Estados Unidos en el caso Edwards contra Aguillard, y recibió una sentencia similar. Consideró que la ley que exigía la enseñanza equilibrada de la ciencia de la creación con la evolución tenía un propósito religioso particular y, por tanto, era inconstitucional.

### Separación del diseño inteligente
En 1984 se publicó por primera vez The Mystery of Life's Origin (El misterio del origen de la vida). Fue escrito por el químico y creacionista Charles B. Thaxton junto con Walter L. Bradley y Roger L. Olsen, con prólogo de Dean H. Kenyon, y patrocinado por la Foundation for Thought and Ethics (FTE), de base cristiana. La obra presentaba argumentos científicos contra las teorías actuales de la abiogénesis y ofrecía en su lugar una hipótesis de creación especial. Mientras que hasta entonces la ciencia de la creación se había centrado principalmente en la crítica de las pruebas fósiles de la evolución y la validación del mito de la creación de la Biblia, este nuevo trabajo planteaba la cuestión de si la ciencia revela que incluso los sistemas vivos más simples eran demasiado complejos para haberse desarrollado por procesos naturales no guiados.
Más tarde, Kenyon escribió con el creacionista Percival Davis un libro que pretendía ser un «resumen científico del creacionismo» para utilizarlo como suplemento en los libros de texto de biología de los institutos públicos. Thaxton fue contratado como editor del libro, que recibió el apoyo editorial del FTE. Antes de su publicación, la sentencia de la Corte Suprema de 1987 en el caso Edwards contra Aguillard prohibió la enseñanza de la ciencia de la creación y del creacionismo en las aulas de las escuelas públicas. El libro, titulado originalmente Biology and Creation (Biología y creación), pero rebautizado Of Pandas and People (De pandas y personas), salió a la venta en 1989 y se convirtió en la primera obra publicada que promovía el argumento antievolucionista del diseño con el nombre de diseño inteligente. El contenido del libro se convirtió más tarde en una prueba en el caso Kitzmiller contra el distrito escolar de Dover, cuando un grupo de padres presentó una demanda para detener la enseñanza del diseño inteligente en las escuelas públicas de Dover (Pensilvania). Las autoridades escolares de ese país habían intentado incluir Of Pandas and People en sus clases de biología y los testimonios ofrecidos durante el juicio revelaron que el libro se escribió originalmente como un texto creacionista, pero tras la decisión adversa de la Corte Suprema se sometió a una simple edición cosmética para eliminar las alusiones explícitas a «creación» o «creador» y sustituirlas en su lugar por referencias a «diseño» o «diseñador».
A mediados de la década de 1990, el diseño inteligente se había convertido en un movimiento independiente. El movimiento de la ciencia de la creación se distingue del movimiento del diseño inteligente, o neocreacionismo, porque la mayoría de los defensores de la ciencia de la creación aceptan las Escrituras como un relato histórico literal e inerrante, y su principal objetivo es corroborar el relato de las Escrituras mediante el uso de la ciencia. En cambio, por principio, el neocreacionismo evita por completo las referencias a las Escrituras en sus polémicas y objetivos declarados (véase la estrategia de la cuña). De este modo, los defensores del diseño inteligente han intentado triunfar donde la ciencia de la creación ha fracasado a la hora de asegurarse un lugar en los planes de estudios de ciencias de las escuelas públicas. Evitando cuidadosamente cualquier referencia a la identidad del diseñador inteligente como Dios en sus argumentos públicos, los defensores del diseño inteligente trataron de reintroducir las ideas creacionistas en las aulas de ciencias, eludiendo al mismo tiempo la prohibición de la Primera Enmienda contra la infracción religiosa. Sin embargo, el plan de estudios del diseño inteligente fue anulado como una violación de la Cláusula de Establecimiento en Kitzmiller v. Dover Area School District, el juez del caso dictaminó «que el ID no es nada menos que la progenie del creacionismo».
En la actualidad, la ciencia de la creación como movimiento organizado se centra principalmente en Estados Unidos. También se conocen organizaciones de la ciencia de la creación en otros países, entre las que destaca Creation Ministries International, que se fundó (con el nombre de Creation Science Foundation) en Australia. Sus defensores suelen estar alineados con una denominación cristiana, principalmente con las que se caracterizan por ser evangélicas, conservadoras o fundamentalistas. Aunque también existen movimientos creacionistas en el islam y el judaísmo, estos movimientos no utilizan la expresión ciencia de la creación para describir sus creencias.

## Problemas
La ciencia de la creación tiene sus raíces en la obra del creacionista de la Tierra joven George McCready Price, que rebatía el relato de la ciencia moderna sobre la historia natural, centrándose especialmente en la geología y su concepto de uniformitarianismo, y en sus esfuerzos por ofrecer una explicación empírica alternativa de los fenómenos observables que fuera compatible con el literalismo bíblico estricto. El trabajo de Price fue descubierto más tarde por el ingeniero civil Henry M. Morris, considerado hoy el padre de la ciencia de la creación. Morris y los creacionistas posteriores ampliaron el alcance con ataques contra el amplio espectro de descubrimientos científicos que apuntan a la antigüedad del universo y a la ascendencia común entre las especies, incluido el creciente conjunto de pruebas procedentes del registro fósil, las técnicas de datación absoluta y la cosmogonía.
Los defensores de la ciencia de la creación suelen decir que les preocupan las cuestiones religiosas y morales, así como las observaciones naturales y las hipótesis predictivas. Muchos afirman que su oposición a la evolución científica se basa principalmente en la religión.
La inmensa mayoría de los científicos están de acuerdo en que las afirmaciones de la ciencia se limitan necesariamente a las que se desarrollan a partir de observaciones y experimentos naturales que pueden ser replicados y corroborados por otros científicos, y que las afirmaciones hechas por la ciencia de la creación no cumplen esos criterios. Duane Gish, un destacado partidario de la ciencia de la creación, ha afirmado de forma similar: «No sabemos cómo creó el creador, qué procesos utilizó, ya que utilizó procesos que ahora no operan en ninguna parte del universo natural. Por eso nos referimos a la creación como creación especial. No podemos descubrir mediante la investigación científica nada acerca de los procesos creativos utilizados por el Creador». Pero también hace la misma afirmación contra la teoría evolutiva de la ciencia, sosteniendo que en el tema de los orígenes, la evolución científica es una teoría religiosa que no puede ser validada por la ciencia.

### Suposiciones metafísicas
La ciencia de la creación parte del supuesto metafísico a priori de que existe un creador de la vida cuyo origen se examina. La ciencia cristiana de la creación sostiene que la descripción de la creación se da en la Biblia, que la Biblia es inerrante en esta descripción (y en otras partes) y que, por tanto, las pruebas científicas empíricas deben corresponderse con esa descripción. Los creacionistas también consideran la exclusión de todas las explicaciones sobrenaturales dentro de las ciencias como un compromiso doctrinario para excluir al ser supremo y los milagros. Afirman que éste es el factor motivador de la aceptación del darwinismo por parte de la ciencia, término utilizado en la ciencia de la creación para referirse a la biología evolutiva y que también suele utilizarse como despectivo. Los críticos sostienen que la ciencia de la creación es más religiosa que científica porque se deriva de la fe en un texto religioso y no de la aplicación del método científico. La Academia Nacional de Ciencias de Estados Unidos (NAS) ha declarado inequívocamente: «La evolución impregna todos los fenómenos biológicos. Ignorar que ocurrió o clasificarlo como una forma de dogma es privar al estudiante del concepto organizativo más fundamental de las ciencias biológicas. Ningún otro concepto biológico ha sido probado más ampliamente y corroborado más a fondo que la historia evolutiva de los organismos». La antropóloga Eugenie Scott ha señalado además: «La oposición religiosa a la evolución impulsa el antievolucionismo. Aunque los antievolucionistas hablan de boquilla de los supuestos problemas científicos de la evolución, lo que les motiva a luchar contra su enseñanza es la aprensión por las implicaciones de la evolución para la religión».
Los defensores de la ciencia de la creación argumentan que las teorías científicas sobre los orígenes del universo, la Tierra y la vida se basan en presunciones a priori de naturalismo metodológico y uniformitarianismo, cada una de las cuales rechazan. En algunas áreas de la ciencia como la química, la meteorología o la medicina, los defensores de la ciencia de la creación no cuestionan necesariamente la aplicación de presunciones naturalistas o uniformitarianistas, sino que señalan aquellas teorías científicas que juzgan en conflicto con sus creencias religiosas, y es contra esas teorías contra las que concentran sus esfuerzos.

### Crítica religiosa
Muchas iglesias cristianas mayoritarias critican la ciencia de la creación por motivos teológicos, afirmando que la fe religiosa por sí sola debería ser una base suficiente para creer en la verdad de la creación, o que los esfuerzos por demostrar el relato de la creación del Génesis sobre bases científicas son intrínsecamente inútiles porque la razón está subordinada a la fe y, por tanto, no puede utilizarse para demostrarla.
Muchas teologías cristianas, incluido el cristianismo liberal, consideran que el relato de la creación del Génesis es una obra poética y alegórica más que una historia literal, y muchas iglesias cristianas —incluidas la Iglesia Ortodoxa Oriental, la Católica Romana, la Anglicana y las denominaciones más liberales de las confesiones luterana, metodista, congregacionalista y presbiteriana— han rechazado de plano la ciencia de la creación o se muestran ambivalentes ante ella. La creencia en interpretaciones no literales del Génesis se remonta a menudo a San Agustín.
La evolución teísta y el creacionismo evolutivo son teologías que concilian la creencia en un creador con la evolución biológica. Cada una de ellas sostiene que existe un creador, pero que éste ha empleado la fuerza natural de la evolución para desarrollar un plan divino. Representantes religiosos de confesiones compatibles con la evolución teísta y el creacionismo evolutivo han cuestionado la creciente percepción de que la creencia en un creador es incompatible con la aceptación de la teoría evolutiva. Portavoces de la Iglesia católica han criticado específicamente el creacionismo bíblico por basarse en interpretaciones literales de las escrituras bíblicas como base para determinar los hechos científicos.

### Crítica científica
La Academia Nacional de Ciencias afirma que «las afirmaciones de la ciencia de la creación carecen de apoyo empírico y no pueden probarse de forma significativa» y que «la ciencia de la creación no es, de hecho, ciencia y no debería presentarse como tal en las clases de ciencias». Según Joyce Arthur, que escribe para la revista Skeptic, «el movimiento de la “ciencia” de la creación obtiene gran parte de su fuerza mediante el uso de la distorsión y de tácticas científicamente poco éticas» y «tergiversa gravemente la teoría de la evolución».
Los científicos han considerado las hipótesis propuestas por la ciencia de la creación y las han rechazado por falta de pruebas. Además, las afirmaciones de la ciencia de la creación no se refieren a causas naturales y no pueden someterse a pruebas significativas, por lo que no pueden considerarse hipótesis científicas. En 1987, la Corte Suprema de Estados Unidos dictaminó que el creacionismo es religión, no ciencia, y no puede defenderse en las aulas de las escuelas públicas. La mayoría de las principales confesiones cristianas han llegado a la conclusión de que el concepto de evolución no está reñido con sus descripciones de la creación y los orígenes humanos.
A continuación se resumen las objeciones de los científicos a la ciencia de la creación:
- La ciencia de la creación no es falsable: Una idea o hipótesis generalmente no se considera en el ámbito de la ciencia a menos que pueda ser potencialmente refutada con ciertos experimentos, este es el concepto de falsabilidad en la ciencia.[87] El acto de la creación tal como se define en la ciencia de la creación no es falsable porque no se pueden imponer límites comprobables al creador. En la ciencia de la creación, el creador se define como ilimitado, con capacidad para crear (o no), sólo por decreto, infinitos universos, no sólo uno, y dotar a cada uno de su propio carácter único, inimaginable e incomparable. Es imposible refutar una afirmación cuando esa afirmación, tal como está definida, abarca todas las contingencias concebibles.[88]
- La ciencia de la creación viola el principio de parsimonia: La parsimonia favorece las explicaciones que se basan en el menor número de suposiciones.[89] Los científicos prefieren explicaciones que sean coherentes con los hechos y las pruebas conocidas y apoyadas, y que requieran el menor número de suposiciones para rellenar las lagunas restantes. Muchas de las afirmaciones alternativas de la ciencia de la creación se alejan de las explicaciones científicas más sencillas e introducen más complicaciones y conjeturas en la ecuación.[90]
- La ciencia de la creación no se somete, ni puede someterse, a pruebas empíricas o experimentales: El creacionismo postula causas sobrenaturales que quedan fuera del ámbito del naturalismo metodológico y la experimentación científica. La ciencia sólo puede probar afirmaciones empíricas y naturales.
- La ciencia de la creación no es corregible, dinámica, tentativa o progresiva: La ciencia de la creación se adhiere a una premisa fija e inmutable o «verdad absoluta», la «palabra de Dios», que no está abierta al cambio. Cualquier prueba contraria a esa verdad debe ser descartada.[91] En la ciencia, todas las afirmaciones son provisionales, están siempre abiertas a la impugnación y deben ser descartadas o ajustadas cuando el peso de las pruebas así lo exija.

Al invocar afirmaciones de «aparición abrupta» de especies como un acto milagroso, la ciencia de la creación es inadecuada para las herramientas y métodos exigidos por la ciencia, y no puede considerarse científica en la forma en que se define actualmente el término «ciencia». Científicos y escritores científicos suelen caracterizar la ciencia de la creación como una pseudociencia.

### Crítica histórica, filosófica y sociológica
Históricamente, el debate sobre si el creacionismo es compatible con la ciencia se remonta a 1874, año en que el historiador de la ciencia John William Draper publicó su History of the Conflict between Religion and Science (Historia del conflicto entre religión y ciencia). En él, Draper presentaba toda la historia del desarrollo científico como una guerra contra la religión. Esta presentación de la historia fue propagada aún más por seguidores como Andrew Dickson White en su obra en dos volúmenes A History of the Warfare of Science with Theology in Christendom (1896). Sus conclusiones han sido discutidas.
En Estados Unidos, los defensores de la ciencia de la creación se centran principalmente en los sistemas de enseñanza pública subvencionados por el gobierno, a los que la Cláusula de Establecimiento prohíbe promover religiones específicas. Las comunidades históricas han argumentado que las traducciones bíblicas contienen muchos errores de traducción y erratas, y por tanto que el uso del literalismo bíblico en la ciencia de la creación es autocontradictorio.

## Tipos de ciencia de la creación

### Biología
Los argumentos creacionistas en relación con la biología se centran en una idea derivada del Génesis que afirma que la vida fue creada por Dios, en un número finito de «tipos creados», y no a través de la evolución biológica a partir de un ancestro común. Los creacionistas sostienen que cualquier especiación observable desciende de estos tipos creados a través de la endogamia, las mutaciones deletéreas y otros mecanismos genéticos. Mientras que los biólogos evolucionistas y los creacionistas comparten puntos de vista similares sobre la microevolución, los creacionistas rechazan que el proceso de macroevolución pueda explicar la ascendencia común entre organismos mucho más allá del nivel de las especies comunes. Los creacionistas sostienen que no existen pruebas empíricas de nuevas especies vegetales o animales, y niegan que se hayan encontrado pruebas fósiles que documenten el proceso.
Los argumentos populares contra la evolución han cambiado desde la publicación del primer libro de Henry M. Morris sobre el tema, Scientific Creationism (Creacionismo científico, 1974), pero se mantienen algunos temas constantes: que los eslabones perdidos o las lagunas en el registro fósil son pruebas en contra de la evolución; que el aumento de la complejidad de los organismos a lo largo del tiempo mediante la evolución no es posible debido a la ley de la entropía creciente; que es imposible que el mecanismo de la selección natural pueda explicar la ascendencia común; y que la teoría evolutiva no se puede probar. El origen de la especie humana es un tema especialmente controvertido; los defensores de la biología de la creación no consideran que los restos fósiles de los antepasados homínidos demuestren la especiación del Homo sapiens. Los creacionistas también afirman que los primeros homínidos son simios o humanos.
Richard Dawkins ha explicado la evolución como «una teoría del cambio gradual e incremental a lo largo de millones de años, que comienza con algo muy simple y asciende a lo largo de gradientes lentos y graduales hacia una mayor complejidad», y ha descrito el registro fósil existente como totalmente coherente con ese proceso. Los biólogos insisten en que cabe esperar que existan lagunas transicionales entre los fósiles recuperados, que la existencia de cualquiera de esas lagunas no puede invocarse para refutar la evolución y que, en cambio, las pruebas fósiles que podrían utilizarse para refutar la teoría serían aquellos fósiles que se encontraran y que fueran totalmente incoherentes con lo que puede predecir o anticipar el modelo evolutivo. Un ejemplo dado por Dawkins fue: «Si hubiera un solo hipopótamo o conejo en el Precámbrico, eso echaría por tierra completamente la evolución. Nunca se ha encontrado ninguno».

### Geología

#### Geología del diluvio
La geología del diluvio es un concepto basado en la creencia de que la mayor parte del registro geológico de la Tierra se formó por el diluvio universal descrito en la historia del arca de Noé. Se cree que los fósiles y los combustibles fósiles se formaron a partir de materia animal y vegetal que quedó enterrada rápidamente durante este diluvio, mientras que los cañones submarinos se explican como formados durante una rápida escorrentía de los continentes al final del diluvio. También se afirma que los estratos sedimentarios se depositaron predominantemente durante o después del diluvio de Noé y la orogenia. La geología del diluvio es una variante del catastrofismo y se contrapone a la ciencia geológica en que rechaza principios geológicos estándar como el uniformitarianismo y la datación radiométrica. Por ejemplo, la Creation Research Society sostiene que «el uniformitarianismo es una ilusión».
Los geólogos concluyen que no se observan pruebas de tal inundación en las capas rocosas conservadas y, además, que tal inundación es físicamente imposible, dada la disposición actual de las masas de tierra. Por ejemplo, dado que el monte Everest tiene actualmente una elevación aproximada de 8,8 kilómetros y la superficie de la Tierra es de 510 065 600 km2, el volumen de agua necesario para cubrir el monte Everest hasta una profundidad de 15 codos (6,8 m), como indica Génesis 7:20, sería de 4 600 millones de kilómetros cúbicos. Las mediciones de la cantidad de vapor de agua precipitable en la atmósfera han arrojado resultados que indican que la condensación de todo el vapor de agua en una columna atmosférica produciría agua líquida con una profundidad que oscilaría entre cero y aproximadamente 70 mm, dependiendo de la fecha y la ubicación de la columna. No obstante, sigue habiendo partidarios de la creencia en la geología del diluvio, y en los últimos años se han introducido nuevos modelos creacionistas como la tectónica de placas catastrófica y la orogenia catastrófica.

#### Datación radiométrica
Los creacionistas señalan experimentos erróneos que han llevado a cabo y que, según ellos, demuestran que la desintegración nuclear de 1 500 millones de años tuvo lugar en un corto periodo de tiempo, de lo que deducen que se han producido «aceleraciones milmillonarias de la desintegración nuclear», una violación masiva del principio de que las tasas de desintegración de los radioisótopos son constantes, un principio básico de la física nuclear en general y de la datación radiométrica en particular.
La comunidad científica señala numerosos fallos en los experimentos de los creacionistas, el hecho de que sus resultados no hayan sido aceptados para su publicación por ninguna revista científica revisada por pares y el hecho de que los científicos creacionistas que los llevaron a cabo carecían de formación en geocronología experimental. También se les ha criticado por publicitar ampliamente los resultados de su investigación como exitosos a pesar de que ellos mismos admiten que su hipótesis presenta problemas insalvables.
La constancia de las tasas de desintegración de los isótopos está bien avalada por la ciencia. Las pruebas de esta constancia incluyen las correspondencias de las estimaciones de fechas tomadas a partir de diferentes isótopos radiactivos, así como las correspondencias con técnicas de datación no radiométricas como la dendrocronología, la datación de núcleos de hielo y los registros históricos. Aunque los científicos han observado ligeros aumentos en la tasa de desintegración de los isótopos sometidos a presiones extremas, esas diferencias eran demasiado pequeñas para influir significativamente en las estimaciones de fechas. La constancia de las tasas de desintegración de los isótopos está bien avalada por la ciencia. Las pruebas de esta constancia incluyen las correspondencias de las estimaciones de fechas tomadas a partir de diferentes isótopos radiactivos, así como las correspondencias con técnicas de datación no radiométricas como la dendrocronología, la datación de núcleos de hielo y los registros históricos. Aunque los científicos han observado ligeros aumentos en la tasa de desintegración de los isótopos sometidos a presiones extremas, esas diferencias eran demasiado pequeñas para influir significativamente en las estimaciones de fechas.
Roger C. Wiens, físico especializado en datación isotópica, refuta las afirmaciones de que las tasas de desintegración inconstantes afectan a la fiabilidad de la datación radiométrica:

Sólo hay tres casos bastante técnicos en los que una semivida cambia, y éstos no afectan a los métodos de datación:

1. «Sólo se produce una excepción técnica en condiciones terrestres, y no se trata de un isótopo utilizado para la datación. [...] Se ha demostrado que el isótopo producido artificialmente, berilio-7, cambia hasta en un 1,5%, dependiendo de su entorno químico. [...] Los átomos más pesados están aún menos sujetos a estos cambios minúsculos, por lo que las fechas de las rocas realizadas mediante decaimientos por captura de electrones sólo estarían desviadas como mucho en unas centésimas de porcentaje».
2. «... Otro caso es el material del interior de las estrellas, que se encuentra en un estado de plasma en el que los electrones no están ligados a los átomos. En el entorno estelar extremadamente caliente, puede producirse un tipo de desintegración completamente diferente. La «desintegración beta en estado ligado» se produce cuando el núcleo emite un electrón a un estado electrónico ligado cercano al núcleo. [...] Toda la materia normal, como todo lo que hay en la Tierra, la Luna, meteoritos, etc. tiene electrones en posiciones normales, por lo que estos casos nunca se aplican a las rocas, ni a nada más frío que varios cientos de miles de grados».
3. «El último caso también implica materia que se mueve muy rápido. Lo han demostrado los relojes atómicos de naves espaciales muy rápidas. Estos relojes atómicos se ralentizan muy ligeramente (sólo un segundo más o menos al año), como predice la teoría de la relatividad de Einstein. Ninguna roca de nuestro sistema solar va lo suficientemente rápido como para que se produzca un cambio notable en sus fechas».[114]

#### Radiohalos
En los años setenta, el creacionista Robert V. Gentry propuso que la presencia de radiohaloides en determinados granitos demostraba que la Tierra se creó de forma instantánea y no gradual. Esta idea ha sido criticada por físicos y geólogos por muchos motivos, entre ellos que las rocas estudiadas por Gentry no eran primordiales y que los radionucleidos en cuestión no tenían por qué haber estado inicialmente en las rocas.
Thomas A. Baillieul, geólogo y científico medioambiental jubilado del Departamento de Energía de Estados Unidos, rebatió las afirmaciones de Gentry en un artículo titulado «“Polonium Haloes” Refuted: A Review of ‘Radioactive Halos in a Radio-Chronological and Cosmological Perspective’ by Robert V. Gentry». Baillieul señaló que Gentry era un físico sin formación en geología y, dada la ausencia de esta formación, Gentry había tergiversado el contexto geológico en el que se recogieron las muestras. Además, señaló que Gentry se basaba en investigaciones de principios del siglo XX, mucho antes de que se conocieran a fondo los radioisótopos; que su suposición de que un isótopo del polonio causó los anillos era especulativa; y que Gentry sostenía falsamente que la vida media de los elementos radiactivos varía con el tiempo. Gentry afirmó que Baillieul no podía publicar sus críticas en una revista científica de prestigio, aunque algunas de las críticas de Baillieul se basaban en trabajos publicados anteriormente en revistas científicas de prestigio.

### Astronomía y cosmología

#### Cosmologías creacionistas
Los creacionistas han hecho varios intentos de construir una cosmología coherente con un universo joven en lugar de la edad cosmológica estándar del universo, basándose en la creencia de que el Génesis describe la creación del Universo así como de la Tierra. El principal problema de las cosmologías de universo joven es que las distancias aceptadas en el universo requieren millones o miles de millones de años para que la luz viaje hasta la Tierra (el «problema de la luz de las estrellas»). Una idea creacionista más antigua, propuesta por el astrónomo creacionista Barry Setterfield, es que la velocidad de la luz ha disminuido en la historia del universo. Más recientemente, el físico creacionista Russell Humphreys ha propuesto una hipótesis denominada «cosmología del agujero blanco», en la que afirma que el universo se expandió a partir de un agujero blanco hace menos de 10 000 años; sostiene que la edad del universo es ilusoria y resulta de efectos relativistas. La cosmología de Humphreys es defendida por organizaciones creacionistas como Answers in Genesis; sin embargo, debido a que sus predicciones entran en conflicto con las observaciones actuales, no es aceptada por la comunidad científica.

#### Planetología
Los creacionistas hacen varias afirmaciones sobre supuestas pruebas de que la edad del sistema solar es del orden de miles de años, en contraste con la edad científicamente aceptada de 4600 millones de años. Se suele argumentar que el número de cometas en el sistema solar es mucho mayor de lo que cabría esperar dada su supuesta edad. Los creacionistas de la Tierra joven rechazan la existencia del cinturón de Kuiper y de la nube de Oort, y sostienen que el alejamiento de la Luna de la Tierra es incompatible con una edad de miles de millones de años de la Luna o de la Tierra. Estas afirmaciones han sido refutadas por los planetólogos.
En respuesta a las crecientes pruebas que sugieren que Marte poseyó una vez un clima más húmedo, algunos creacionistas han propuesto que el diluvio universal afectó no sólo a la Tierra, sino también a Marte y otros planetas. Entre las personas que apoyan esta afirmación se encuentran el astrónomo creacionista Wayne Spencer y Russell Humphreys.
Un problema constante para los creacionistas es la presencia de cráteres de impacto en casi todos los objetos del sistema solar, lo que es coherente con las explicaciones científicas de los orígenes del sistema solar, pero crea problemas insuperables para las afirmaciones de la Tierra joven. Los creacionistas Harold Slusher y Richard Mandock, junto con Glenn Morton (que más tarde repudió esta afirmación) afirmaron que los cráteres de impacto en la Luna están sujetos al flujo de rocas, por lo que no pueden tener más de unos pocos miles de años. Mientras que algunos astrónomos creacionistas afirman que durante la «semana de la creación» y el posterior Diluvio se produjeron distintas fases de bombardeo meteorítico del sistema solar, otros consideran que las pruebas no lo demuestran y piden que se siga investigando.

## Grupos

### Partidarios
- Respuestas en el Génesis
- Creation Ministries International (CMI)
- Sociedad de Investigación de la Creación
- Loma Linda University (Instituto de Investigación Geocientífica)
- Institute for Creation Research (ICR)

### Detractores
- Museo Americano de Historia Natural[134]
- National Science Teaching Association (NSTA)[135]
- National Center for Science Education (NCSE)
- No Answers in Genesis (Escépticos Australianos)[136]
- Academia Nacional de Ciencias (National Academy of Sciences, NAS)[137]
- Scientific American[138]
- The BioLogos Foundation[139]
- The Skeptic's Dictionary[140]
- Talk Reason[141]
- TalkOrigins Archive[142]

## Lecturas complementarias

### Partidarios
- Catchpoole, David; Sarfati, Jonathan; Wieland, Carl (2006).  Batten, Don, ed. The Creation Answers Book: More Than 60 of the Most-Asked Questions About Creation, Evolution, and The Book of Genesis Answered! (en inglés). Powder Springs, Gegorgia: Creation Book Publishers. ISBN 978-0-949906-62-5. OCLC 191686713.
- Gish, Duane T. (1993). Creation Scientists Answer Their Critics (en inglés) (1ra edición). El Cajon, California: Institute for Creation Research. ISBN 978-0-932766-28-1. OCLC 29227385.
- Morris, Henry M., ed. (1974). Scientific Creationism (en inglés). Prepared by the technical staff and consultants of the Institute for Creation Research. San Diego, California: Creation-Life Publishers. ISBN 978-0-89051-004-9. LCCN 74014160. OCLC 1499727.
- Morris, Henry M.; Parker, Gary E. (1982). What is Creation Science? (en inglés). San Diego, CA: Creation-Life Publishers. ISBN 978-0-89051-081-0. LCCN 82070114. OCLC 220147371.
- Rana, Fazale; Ross, Hugh (2004). Origins of Life: Biblical and Evolutionary Models Face Off (en inglés). Colorado Springs, Colorado: NavPress. ISBN 978-1-57683-344-5. LCCN 2003017389. OCLC 52821170.
- Seraphim Rose (2000). Genesis, Creation, and Early Man: The Orthodox Christian Vision (en inglés). Introducción de Phillip E. Johnson. Platina, California: Saint Herman of Alaska Brotherhood. ISBN 978-1-887904-02-5. LCCN 00190128. OCLC 44518007.
- Ross, Hugh Ross (2010). Beyond the Cosmos: What Recent Discoveries in Astrophysics Reveal About the Glory and Love of God (en inglés) (3rd edición). Orlando, Florida: Signalman Publishing. Bibcode:2010bcrd.book.....R. ISBN 978-0-9840614-8-8. LCCN 2010932626. OCLC 795140412.
- Roth, Ariel A. (1998). Origins: Linking Science and Scripture (en inglés). Hagerstown, MD: Review and Herald Publishing Association. ISBN 978-0-8280-1328-4. LCCN 98226799. OCLC 40283081.
- Sarfati, Jonathan (1999). Refuting Evolution: A Handbook for Students, Parents, and Teachers Countering the Latest Arguments for Evolution (en inglés). Prólogo de Ken Ham. Green Forest, Arkansas: Master Books. ISBN 978-0-89051-258-6. OCLC 45808251.
- Sarfati, Jonathan; Matthews, Mike (2002). Refuting Evolution 2: What PBS and the Scientific Community Don't Want You to Know (en inglés). Green Forest, Arkansas: Master Books. ISBN 978-0-89051-387-3. LCCN 2002113698. OCLC 230036793.
- Sarfati, Jonathan (2004). Refuting Compromise: A Biblical and Scientific Refutation of 'Progressive Creationism' (Billions of Years) As Popularized by Astronomer Hugh Ross (en inglés). Prólogo de Douglas Kelly. Green Forest, Arkansas: Master Books. ISBN 978-0-89051-411-5. LCCN 2003116029. OCLC 56193582. (requiere registro).
- Whitcomb, John C.; Morris, Henry M. (1961). The Genesis Flood: The Biblical Record and Its Scientific Implications (en inglés). Foreword by John C. McCampbell. Filadelfia, Pensilvania: Presbyterian and Reformed Publishing Co. ISBN 978-0-87552-338-5. LCCN 60013463. OCLC 9199761.
- Wilder-Smith, A. E. (1968). Man's Origin, Man's Destiny: A Critical Survey of the Principles of Evolution and Christianity (en inglés) (1ra edición). Wheaton, Illinois: Harold Shaw Co. ISBN 978-0-87123-356-1. LCCN 68009676. OCLC 1121003.
- Wilder-Smith, A. E. (1987). The Scientific Alternative to Neo-Darwinian Evolutionary Theory (en inglés). Translated from the original German by Petra Wilder-Smith. Costa Mesa, California: The Word For Today Publishers. ISBN 9780914513407. OCLC 25256965.
- Woodmorappe, John (1993). Studies in Flood Geology: A Compilation of Research Studies Supporting Creation and the Flood (en inglés). El Cajon, California: Institute for Creation Research. ISBN 978-0-932766-54-0. LCCN 94158476. OCLC 42587256.
- Woodmorappe, John (1996). Noah's Ark: A Feasibility Study. Santee, CA: Institute for Creation Research. ISBN 978-0-932766-41-0. LCCN 95081877. OCLC 35397664.
- Woodmorappe, John (1999). The Mythology of Modern Dating Methods (en inglés). El Cajon, California: Institute for Creation Research. ISBN 978-0-932766-57-1. LCCN 99073040. OCLC 42693278.

### Detractores
- Bates, Vernon Lee (1976). Christian Fundamentalism and the Theory of Evolution in Public School Education: A Study of the Creation Science Movement (Ph.D. dissertation) (en inglés). Davis, California: University of California, Davis. OCLC 6327742.
- Blackmore, Vernon; Page, Andrew (1989). Evolution: The Great Debate (en inglés). Oxford, Inglaterra; Batavia, Illinois: Lion Publishing. ISBN 978-0-7459-1650-7. LCCN 88026612. OCLC 18520462.
- Frye, Roland Mushat, ed. (1983). Is God a Creationist?: The Religious Case Against Creation-Science (en inglés). Nueva York: Scribner's. ISBN 978-0-684-17993-3. LCCN 83011597. OCLC 9622074.
- Kitcher, Philip Kitcher (1982). Abusing Science: The Case Against Creationism (en inglés). Cambridge, Massachusetts: MIT Press. ISBN 978-0-262-11085-3. LCCN 82009912. OCLC 8477616. (requiere registro).
- Lewin, Roger (8 de enero de 1982). «Where Is the Science in Creation Science?». Science (en inglés) 215 (4529): 142-144. Bibcode:1982Sci...215..142L. ISSN 0036-8075. PMID 17839530. doi:10.1126/science.215.4529.142.
- McKown, Delos B. (1993). The Mythmaker's Magic: Behind the Illusion of "Creation Science" (en inglés). Buffalo, NY: Prometheus Books. ISBN 978-0-87975-770-0. LCCN 92034549. OCLC 26808888.
- Nye, Bill (4 de noviembre de 2014). Undeniable: Evolution and the Science of Creation (en inglés). St. Martin's Press. ISBN 978-1250007131. (requiere registro).
- Pennock, Robert T. (1999). Tower of Babel: The Evidence against the New Creationism (en inglés). Cambridge, Massachusetts: MIT Press. ISBN 978-0-262-16180-0. LCCN 98027286. OCLC 44966044.
- Staff. «Synoptic Position Statement of the Georgia Academy of Science with Respect to the Forced Teaching of Creation Science in Public School Science Education» (en inglés). Georgia Academy of Science. Consultado el 15 de septiembre de 2014. Statement adopted on April 24, 1982.
- Tiffin, Lee (1994). Creationism's Upside-Down Pyramid: How Science Refutes Fundamentalism (en inglés). Amherst, Nueva York: Prometheus Books. ISBN 978-0-87975-898-1. LCCN 94015920. OCLC 30318951.
- Vawter, Bruce (1983). «Creationism: Creative Misuse of the Bible».  En Frye, Roland Mushat, ed. Is God a Creationist?: The Religious Case Against Creation-Science (en inglés). Nueva York: Scribner's. pp. 71–82. ISBN 978-0-684-17993-3. LCCN 83011597. OCLC 9622074.
- Zimmerman, Michael (1997). Science, Nonscience, and Nonsense: Approaching Environmental Literacy (en inglés). Baltimore, Maryland: Johns Hopkins University Press. ISBN 978-0-8018-5090-5. LCCN 95005006. OCLC 31901503.